# Drnholec
Drnholec település Csehországban, Břeclavi járásban. Drnholec Novosedly, Litobratřice, Troskotovice, Vlasatice, Jevišovka, Brod nad Dyjí és Pasohlávky településekkel határos. Lakosainak száma 1864 fő (2024. január 1.).

## Népesség
A település lakosságának változását az alábbi diagram mutatja:
| Lakosok száma | 2808 | 3045 | 2821 | 1484 | 1718 | 1739 | 1747 | 1808 | 1834 | 1864 |
|               | 1869 | 1890 | 1921 | 1950 | 1980 | 2001 | 2017 | 2019 | 2022 | 2024 |